# Stünzelfest

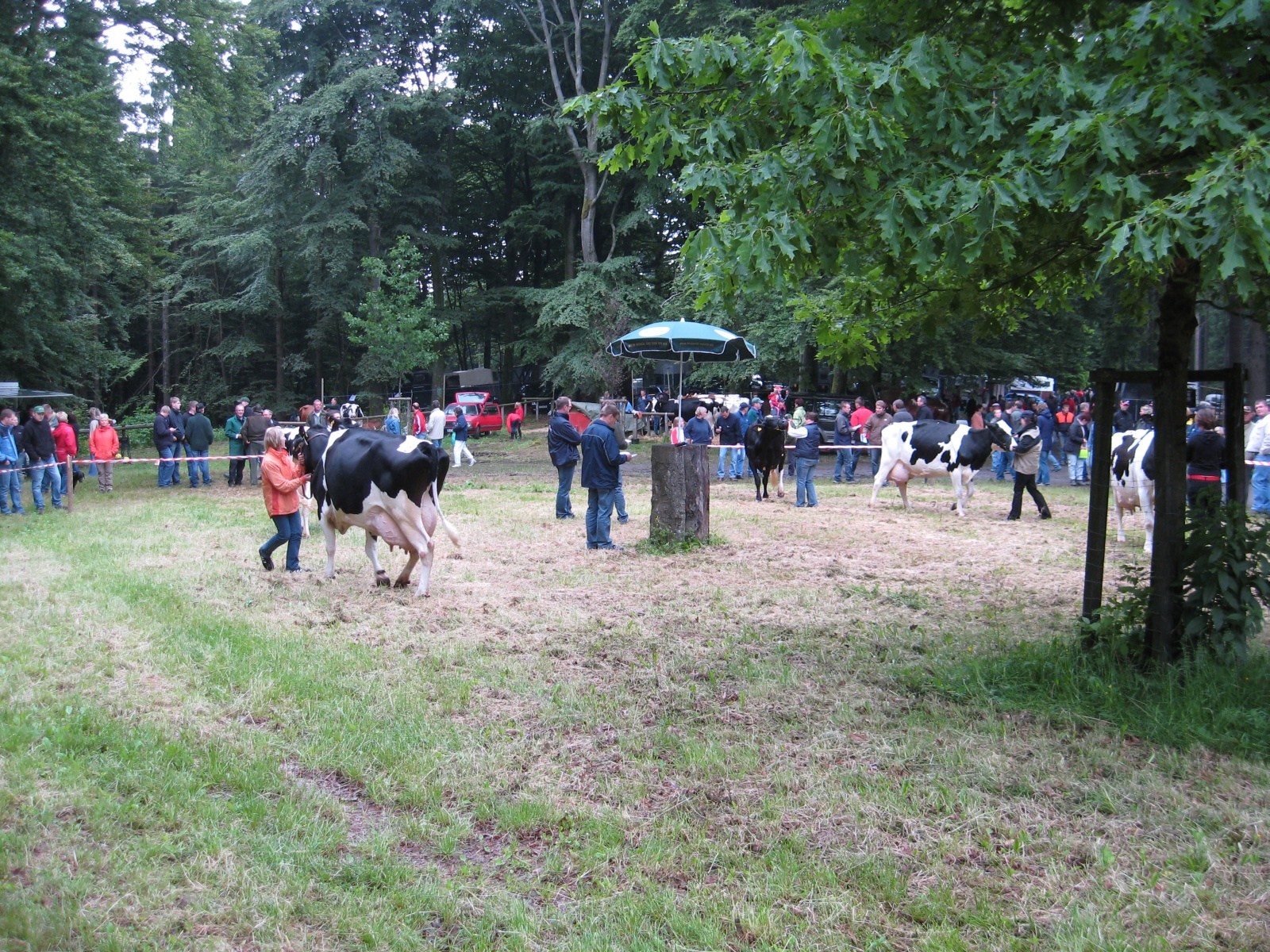
Viehvorführung auf dem „Stünzelfest“ 2008

Das Stünzelfest ist eine jährlich stattfindende Kreistierschau im Ort Stünzel, Stadt Bad Berleburg im Kreis Siegen-Wittgenstein. Diese findet stets am zweiten Samstag im Juni statt und wird vom Landwirtschaftlichen Kreisverein Wittgenstein veranstaltet. Die Veranstaltung wird von mehr als 10.000 Besuchern jährlich besucht. Das Fest wird seit 1833 veranstaltet und entwickelte sich im Laufe der Zeit zu einem Volksfest. Im Jahr 2017 wurde die 185. Ausgabe gefeiert.
Auf dem Fest werden im Rahmen einer Leistungsschau jeweils die schönsten Nutztiere (u. a. in den Kategorien Milchkühe, Fleischrinder, Pferde, Ziegen und Schafe) prämiert. Das Stünzelfest wird als Mix aus Kreistierschau und Basar beschrieben, da über 200 Marktstände in Form eines Jahrmarkts auf dem Gelände vorhanden sind.